# Papuexul bidwilli
Papuexul bidwilli är en snäckart som först beskrevs av Reeve 1853.  Papuexul bidwilli ingår i släktet Papuexul och familjen Camaenidae. IUCN kategoriserar arten globalt som nära hotad. Inga underarter finns listade i Catalogue of Life.